# KeKe Calloway
Keondria „KeKe” Calloway (ur. w Forsyth) – amerykańska koszykarka występująca na pozycjach rozgrywającej lub rzucającej. 
28 maja 2019 została zawodniczką Enei AZS Poznań. 2 grudnia opuściła klub.

## Osiągnięcia
Stan na 6 czerwca 2019, na podstawie, o ile nie zaznaczono inaczej.
NCAA
- Mistrzyni:
  - turnieju konferencji Southern (SoCon – 2018, 2019)
  - SoCon (2016–2019)
- Koszykarka roku SoCon (2019 według Sports Media Association)
- Zaliczona do:
  - I składu:
    - SoCon (2018, 2019)
    - najlepszych pierwszorocznych SoCon (2016)
    - turnieju SoCon (2016–2018)
    - SoCon Academic (2017)

  - II składu
- Zawodniczka miesiąca SoCon (styczeń 2018)